# Bleptina atymnusalis
Bleptina atymnusalis är en fjärilsart som beskrevs av Walker 1858. Bleptina atymnusalis ingår i släktet Bleptina och familjen nattflyn. Inga underarter finns listade i Catalogue of Life.